# Brake (Lemgo)

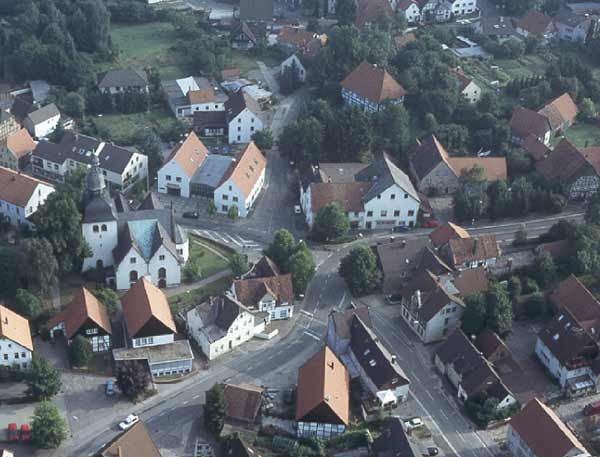
Dorf Brake

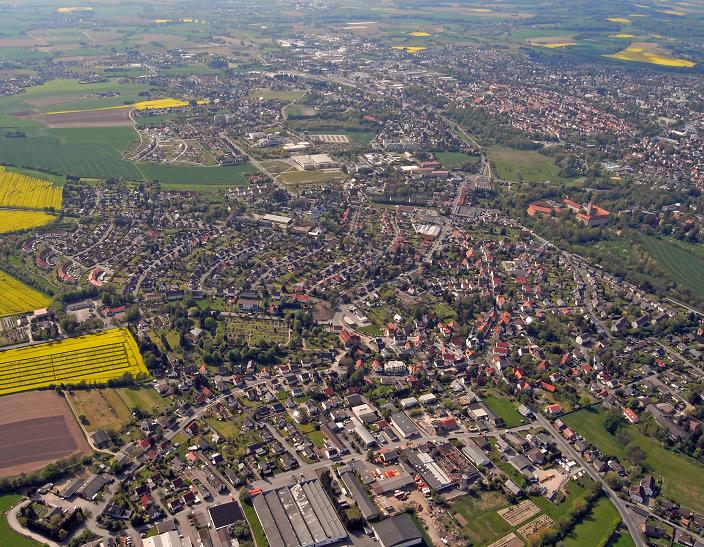
Luftbild von Brake, im Hintergrund Lemgo

Brake ist einer von 14 Stadtteilen der Stadt Lemgo und liegt im Nordosten des Landes Nordrhein-Westfalen im Kreis Lippe.
Brake hat rund 4.900 Einwohner und zählt geographisch zum Lipper Bergland. Der Landesverband Lippe hat seinen Sitz im Braker Schloss. Außerdem liegt in diesem Stadtteil auch die Bibelschule Brake.

## Geschichte

### Ortsname
Brake wurde als Brac erstmals 1306 schriftlich erwähnt.
Folgende Schreibweisen sind im Laufe der Jahrhunderte ebenfalls belegt: Brach (1318), Brak (1319), Brake (1321), Braeck (1324), Bracke (1326), Brack (1345), Brak (1361), Braek (1382), Brak (1467, im Landschatzregister), Braeck (1497), Braick (1507, im Landschatzregister), Brayck (1522), Brach (1612), Brakhe (1614, in den Salbüchern), Brack (1627) sowie Brack (um 1758).

### Mittelalter
Brake wurde im letzten Drittel des 12. Jahrhunderts vom Edelherrn Bernhard II. zur Lippe gegründet. Mutmaßlich existierte eine Vorgängersiedlung Holzhausen nördlich des Braker Ortskerns. Im Zentrum befindet sich die romanische Kirche aus der Zeit um 1190. Etwa zur gleichen Zeit wurde die Burg Brake am Fluss Bega errichtet.

### 16. Jahrhundert
Ab 1584 wurde die Burg zu einem Renaissanceschloss umgebaut. Im Dorf siedelten sich viele Schlossbedienstete an und der Siedlungsbereich dehnte sich erheblich aus.

### 20. Jahrhundert
Den größten Zuwachs sowohl an Siedlungsfläche als auch an Einwohnern erhielt Brake nach 1945.
Am 1. Januar 1969 verlor der Ort seine politische Eigenständigkeit und wurde in die Stadt Lemgo eingemeindet. Bis zu diesem Zeitpunkt war Brake der Kreishauptort des Landkreises Lemgo.

## Sehenswürdigkeiten
- Romanische Kirche St. Nicolaus (evangelisch-reformiert)
- Weserrenaissance-Museum Schloss Brake
- Städtische Galerie Haus Eichenmüller

## Persönlichkeiten
- Johann Balthasar (von) Hoffmann (1639–1705), gräflich Lippe-Brake-scher Hofrat, Kaiserlicher Hofpfalzgraf
- Ferdinand Bernhard von Hoffmann (1731–1802), Kammerpräsident und ab 1777 Lippischer Kanzler
- Carl Adams (1834–1865), Maler
- Franz Ewerbeck (1839–1889), Architekt und Hochschullehrer, geboren in Brake
- Wilhelm Meier-Jobst (1842–1916), Landwirt und Politiker, Mitglied des Deutschen Reichstags
- August Ewerbeck (1875–1961), Maler
- Joachim Breithaupt (1883–1960), Kapitänleutnant der Kaiserlichen Marine, Luftschiffkommandant und Generalmajor der Luftwaffe der Wehrmacht
- August Berlin (1910–1981), Politiker (SPD)
- Heinrich Diestelmeier (1916–2001), evangelisch-reformierter Pfarrer

## Verkehr
Der Bahnhof Brake (Lemgo) lag an der Bahnstrecke Bielefeld–Hameln. Inzwischen ist der nächstgelegene Bahnhalt in Lemgo-Lüttfeld (RB 73 Der Lipperländer).